# Grillete

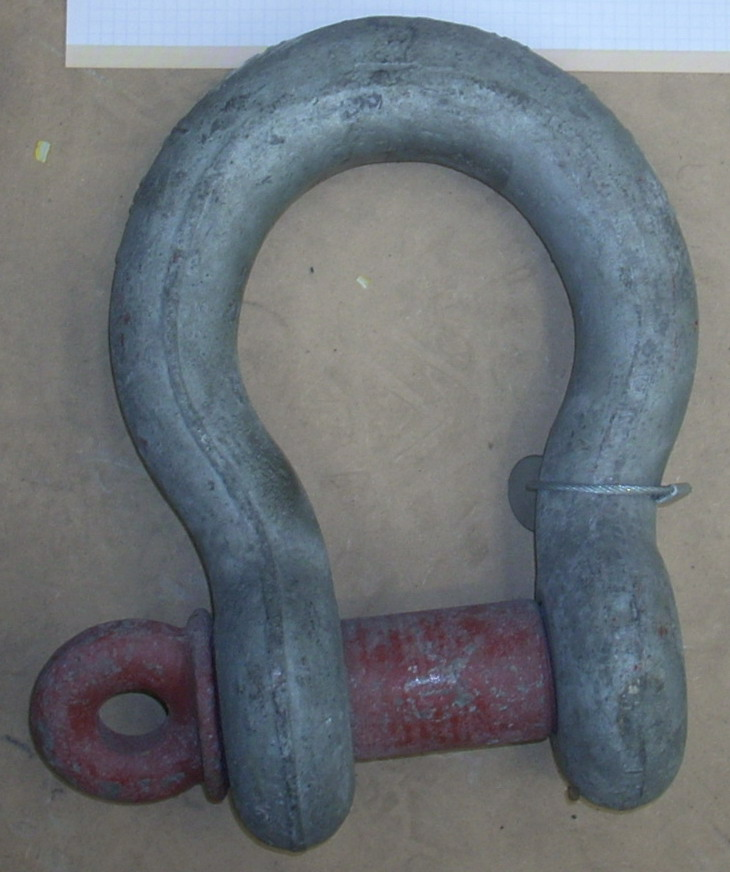
Grillete de lira.

Un grillete es un elemento de elevación que se suele usar como pieza intermedia entre el cáncamo o gancho y la eslinga.
El grillete suele constar de una argolla y un perno, y son usados para sujetar cadenas o eslingas a dispositivos de tracción o a pivotes para inmovilizar una carga o arrastrarla con mayor facilidad.
Hay varios tamaños y tipos de grilletes:
- Grilletes giratorios.
- Grilletes para grandes cargas.

Generalmente están construidos con acero forjado tratado con un revenido para resistir la torsión.
Por la forma de construcción hay dos tipos básicos:
- Grilletes rectos.
- Grilletes de lira.

## Normativa
En Europa se diseñan y fabrican los grilletes de acuerdo a la norma EN 13889.

## Grilletes como dispositivo de inmovilización

Pies de prisionera usando grilletes

A veces cuando un prisionero es considerado especialmente peligroso, se pueden usar también grilletes. En este caso, los grilletes son más bien parecidos a un par de esposas, pero en lugar de estas últimas, se aplican a los tobillos, y poseen una cadena más larga. La cadena que conecta un grillete con otro se puede unir también con la cadena de las esposas por medio de una cadena de unión, esto para levantar la cadena de los grilletes y evitar que el prisionero tropiece por una cadena atorada durante su andar.
También hay grilletes que se sujetan a un solo tobillo cuya cadena se une a una pesada bola de acero o plomo. Se usa mayormente para los prisioneros condenados a trabajos forzados, en los que es más útil que permanezcan en una sola área designada, y se desea evitar la supervisión permanente de los mismos.

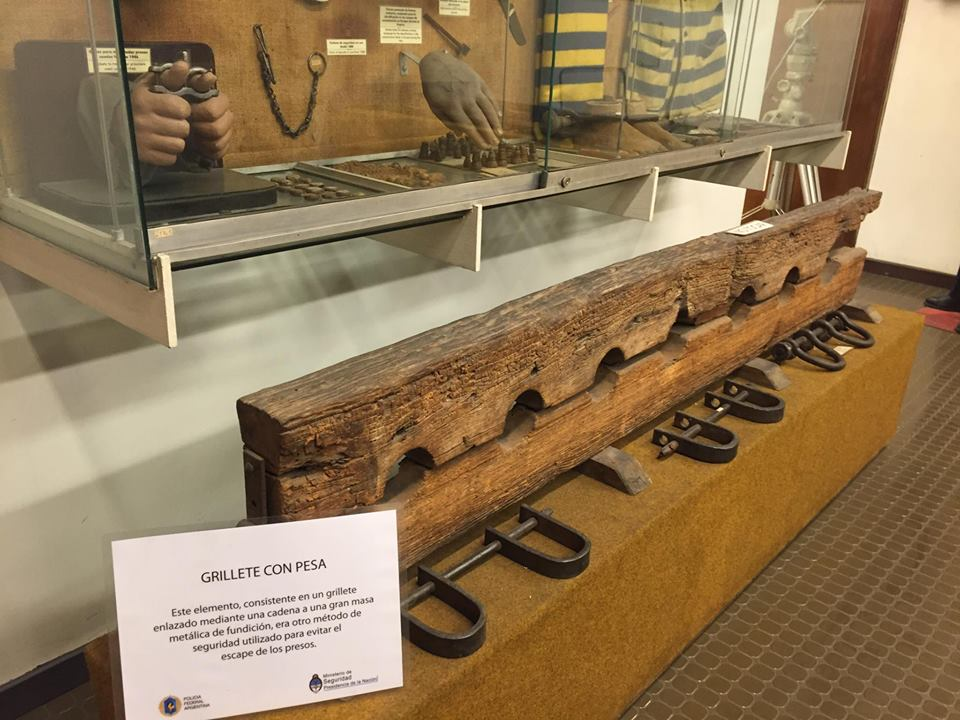
Grilletes

- Datos: Q1430961
- Multimedia: Shackles / Q1430961